# Rude Club
Rude Club è l'album della Oi! band Klasse Kriminale uscito nel 2014

## Formati e ristampe
L'album è uscito sia in edizione Cd che Lp

## Brani
1. Intro - 1'50"
2. Ultima Chiamata - 2'30"
3. Nessuna Speranza - 1'51"
4. Nessuno Ci Prenderà Più In Giro - 2'16"
5. Diritto Al Lavoro - 2'18"
6. Gioventù Che Brucia - 4'10"
7. Camallo - 2'28"
8. Spazzatura - 1'54"
9. Rude Boys Are Back In Town - 2'12"
10. Stesso Sangue - 2'20"
11. 1983 - 2'33"
12. Black & White (Music Is United) - 2'04"
13. Viva La Resistenza - 1'56"
14. Punk In Dakar - 2'30"
15. A Nite At Rude Club - 9'18"